# 沙雅镇
沙雅镇，是中华人民共和国新疆维吾尔自治区阿克苏地区沙雅县下辖的一个乡镇级行政单位。

## 行政区划
沙雅镇下辖以下地区：
萨依巴格北路社区、英巴扎社区、一杆其街社区、人民南路社区、巴格卡社区、景旁街社区、托依堡北路社区、和田路社区、色旦巴格社区、老干区街社区、其乃巴格村、新村和园艺场生活区。